# Simion Pahone
Simion Pahone (n. 1860, Comuna Josenii Bârgăului – d. 19 ianuarie 1937, Comuna Josenii Bârgăului) a fost un delegat în Marea Adunare Națională de la Alba Iulia, organismul legislativ reprezentativ al „tuturor românilor din Transilvania, Banat și Țara Ungurească”, cel care a adoptat hotărârea privind Unirea Transilvaniei cu România, la 1 decembrie 1918.:p. 125

## Biografie
Simion Pahone a finalizat studiile Școlii normale de învățători din Năsăud :p.1 , profesând ulterior ca învățător.A decedat la data de 19 ianuarie 1937, în Comuna Josenii Bârgăului.:p.125-126.

## Activitatea profesională
Înainte de 1918, Simion Pahone a fost director al școlii din Josenii Bârgăului. După 1918, și-a continuat activitatea de învățător și director în comună.:p.126

## Activitatea politică

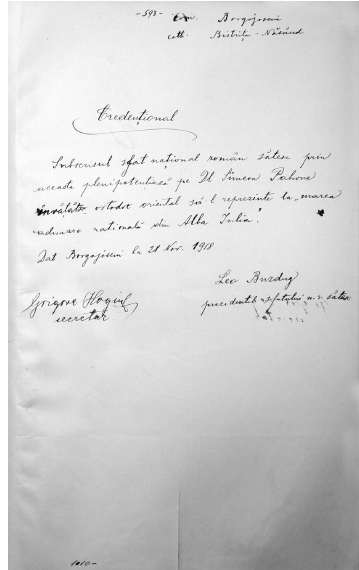
Credențional pentru Simeon Pahone, delegat al localității Josenii Bârgăului la Marea Adunare Națională de la Alba-Iulia

Ca deputat în Adunarea Națională din 1 decembrie 1918 a reprezentat, ca delegat supleant, cercul electoral Năsăud.:p. 125. Drept dovadă stă credenționalul său, datat la 28 noiembrie 1918.:p.830